# Государственный музей искусств Узбекистана
Музей искусств Узбекистана — основан в 1918 г. как Музей народного университета, позднее Центральный художественный музей, с 1924 г. — Ташкентский музей искусств, с 1935 г. — Музей искусств Узбекистана. Здание Государственного музея искусств Узбекистана внесено в Национальный перечень объектов недвижимости материального культурного наследия Узбекистана.

## История создания музея

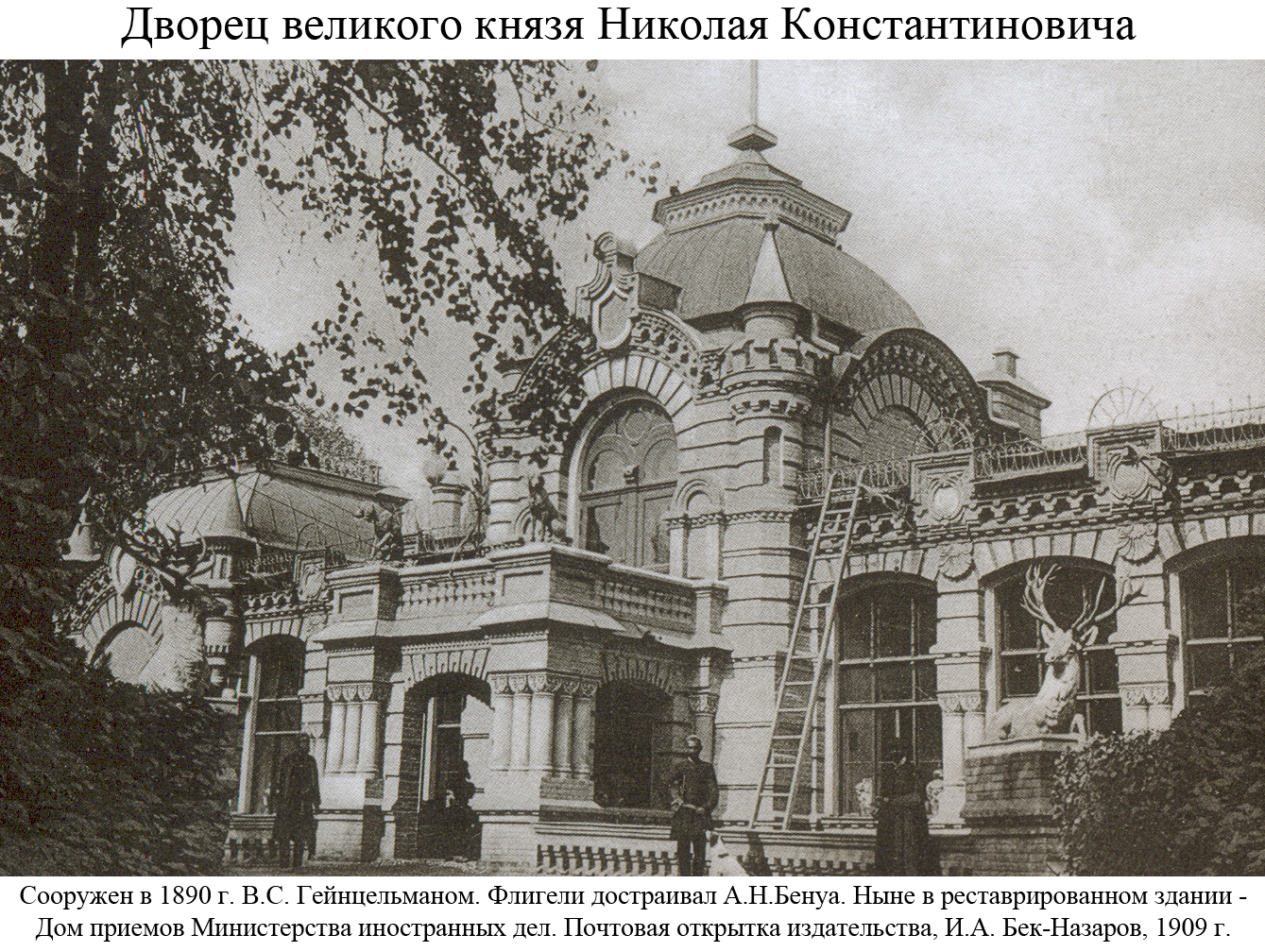
Ташкент. Здание музея искусств до 1935 года.

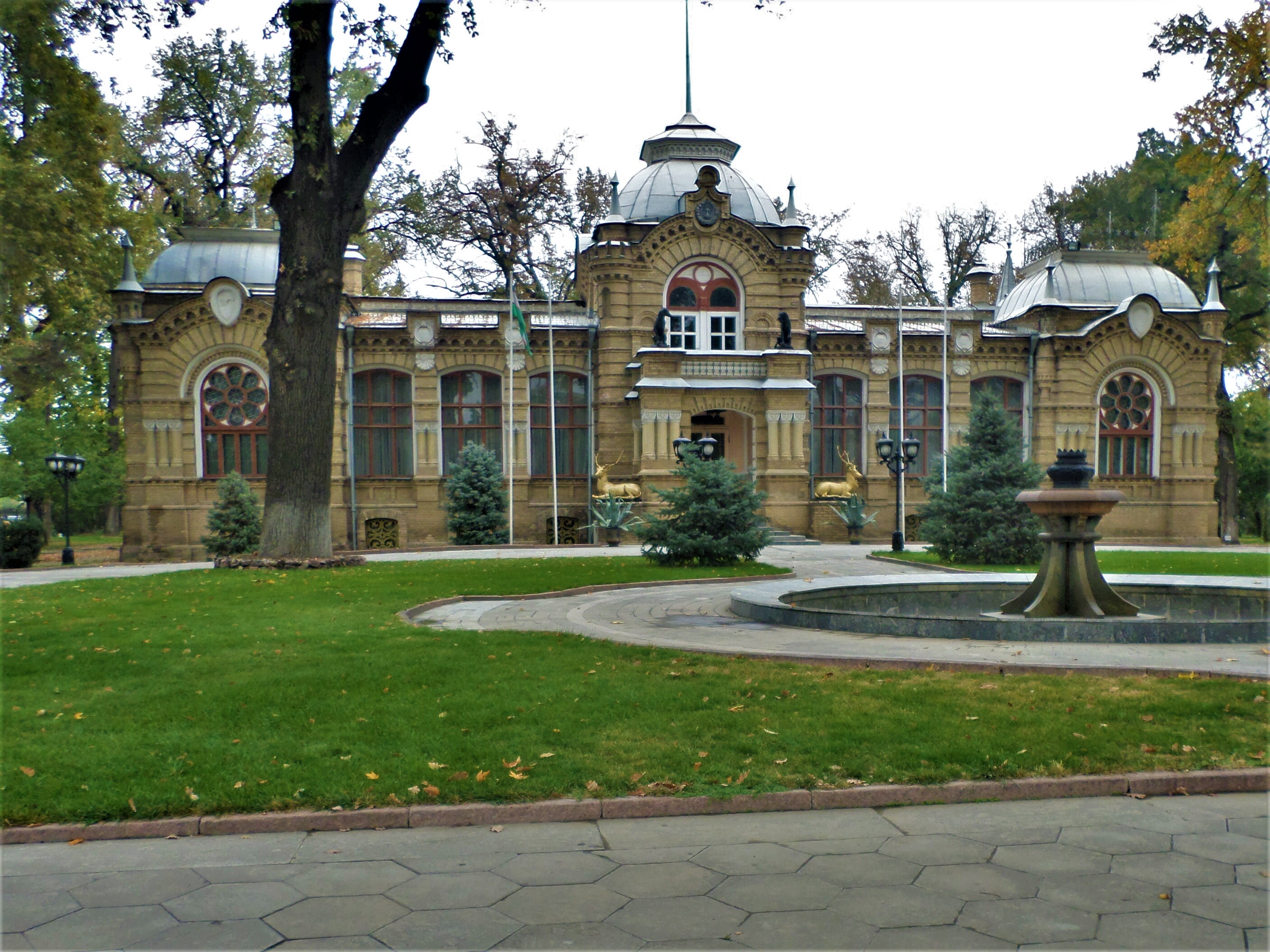
Ташкент. Здание музея искусств до 1935 года.

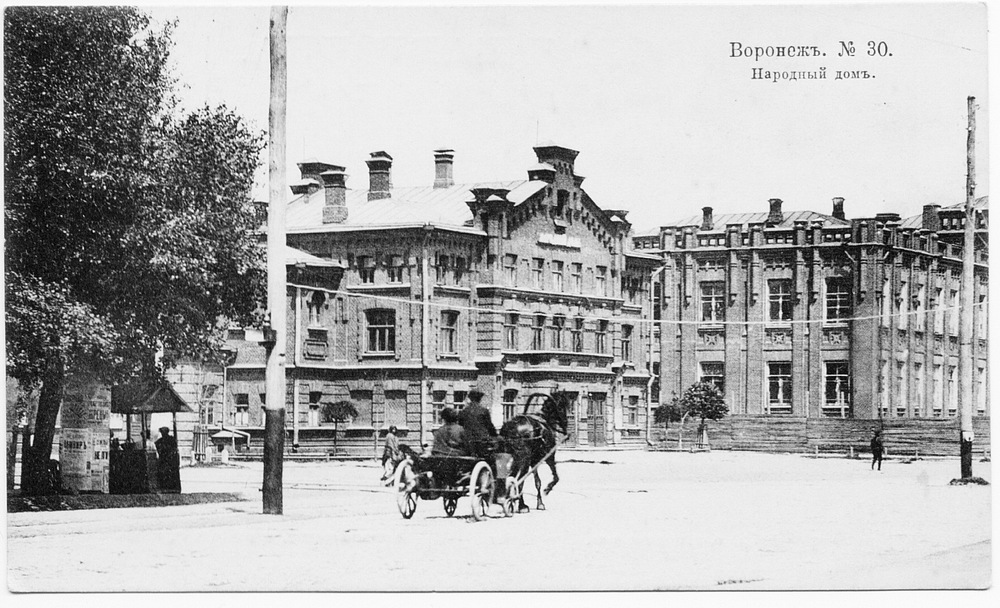
Ташкент. Здание музея искусств до 1966 года.

С 1918 по 1935 гг. музей находился в Ташкенте в бывшем дворце князя Н. Романова. При этом с 1929 по 1934 гг. Музей находился на консервации. В 1935 году музей вновь открылся под названием «Узбекистанский музей искусств» в здании Народного дома. После землетрясения 1966 г. Музей был вынужден временно разместиться в здании Дирекции художественных выставок и панорам. Экспозиция была развернута в пяти залах, представляющих русское, западноевропейское искусство, декоративно-прикладное и изобразительное искусство Узбекистана. Остальные фондовые коллекции до 1973 г. хранились в селении Дурмен, в 20 км от Ташкента.
В 1974 г. на месте Народного дома построено новое здание музея (архитекторы И. Абдулов, А. К. Никифоров, С. А. Розенблюм), которое имеет простой кубический объём; фасады расчленены на квадратные элементы конструкциями металлического каркаса, облицованного снаружи штампованными листами анодированного алюминия, стены цокольного этажа и портальный вход — серым шлифованным мрамором. Здание с 4-х сторон остеклено стивитом, что создает в залах ровное матовое освещение.

## История музейной коллекции
Первоначальная коллекция музея состояла из 100 произведений искусств князя Николая Константиновича Романова и других частных лиц, национализированных в апреле 1918 года, — живописи и графики русских и западно-европейских мастеров, произведений скульптуры, художественной мебели, фарфора. Сразу же после создания музея его коллекция пополнилась работами из собрания Туркестанского краеведческого музея, а также поступления из музейных фондов Москвы и Ленинграда. Так например в 1920—1924 годах музей получил для постоянного экспонирования 116 произведений русского искусства XVIII начала XX веков: среди них портреты кисти В. Л. Боровиковского, В. А. Тропинина, К. П. Брюллова, Н. А. Ярошенко, И. Е. Репина и многих других. Из частных коллекций музею удалось приобрести около 250 картин дореволюционных художников, писавших свои работы в Средней Азии — И. С. Казакова, Н. Н. Каразина, Р. К. Зоммера.
С 1935–1941 гг. профиль Музея окончательно определился. Было принято решение, что основная роль в формировании его фондов будет принадлежать узбекскому национальному искусству. Тогда же началась активная собирательская и экспедиционная работа в регионах республики, направленная на пополнение коллекции. Также коллекция была пополнена работами местных художников, а позже - и русских живописцев.
С 1945 по 1952  годы в Музее проходила научная инвентаризации и изучения экспонатов. К этой работе были привлечены известные специалисты-этнографы: М.А. Бикжанова (ювелирные изделия) П.А. Гончарова (золотное шитье); В.С. Затворницкая (медная чеканка); В.Г. Мошкова (ковры); А.С. Морозова (керамика); А.К. Писарчик (вышивка и ткани). В тот же период пополнялась и коллекция западноевропейского искусства, в основном за счет произведений живописи и графики.
В 70-е годы фонд музея пополнился поступившей в дар от Надежды Леже оригинальной коллекцией керамики Пабло Пикассо, которая является гордостью Музея.
В 1980 гг. фонды Музея в основном пополнялись произведениями народных мастеров и художников Узбекистана

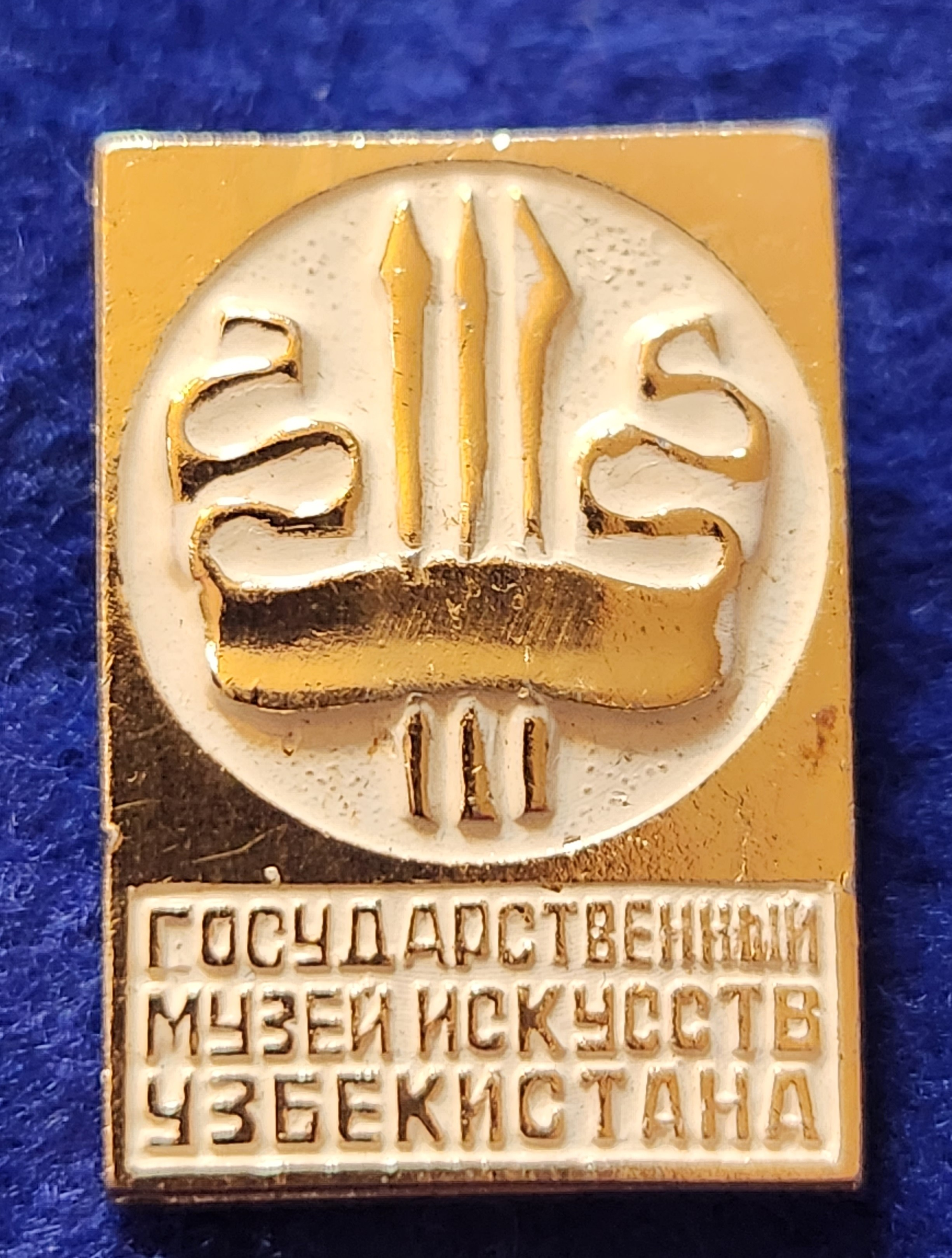
Государственный музей искусств Узбекистана значок

В январе 2019 года в подвале особняка великого князя Николая Константиновича обнаружен клад стоимостью более 1 миллиона долларов. В коллекции редкие произведения искусства, золотые и серебряные монеты и посуда, всевозможные предметы старины, картины, иконы и изделия из драгоценных металлов. Ценности были взяты под государственную охрану как памятник исторического значения и перевезены в музей. Часть из них планируется передать в специальную лабораторию, где немецкие и польские специалисты займутся проведением реставрационных работ.
На 2018 года в Музее хранится более чем 100   000 единиц хранения, срдеи которых образцы живописи, скульптуры, произведений народного декоративно-прикладного искусства, а также нумизматическая, археологическая коллекции.

## Экспонаты музея

### Русское искусство
В число экспонатов музея входят произведения западно-европейских и русских художников (из коллекции Великого князя Н. К. Романова), картины, поступившие в музей из других источников, а также произведения художников Узбекистана.
В том числе, например:
- Образец салонной живописи — «[s55.radikal.ru/i150/0808/a3/375de5f9e58f.jpg Купальщица]», написанная весьма популярным в своё время в Санкт-Петербурге русским художником итальянского происхождения — А. Ф. Беллоли;
- Картина художницы З. М. Ковалевской «[s47.radikal.ru/i115/0808/25/c489d0343c2a.jpg Портрет] Народного художника Узбекистана Павла Петровича Бенькова»;
- Картина художника А. А. Абдуллаева [s39.radikal.ru/i086/0807/44/bf8b3b7626e0.jpg «Портрет Народного артиста СССР Аброра Хидоятова в роли Отелло»];
- Картина художника Г. И. Улько [s57.radikal.ru/i158/0807/33/8275de353cae.jpg «Народный мастер Узбекистана У. Джуракулов»];
- Картина художника П. П. Бенькова [s60.radikal.ru/i169/0807/db/41faaa314d93.jpg «Старый Ташкент. Прошлое»];
- Картина художницы З. М. Ковалевской [s61.radikal.ru/i174/0807/65/fcc713d999cb.jpg «Дворик»];
- Картина художника Н. Н. Каразина [s43.radikal.ru/i101/0807/eb/b4f11ba20dcf.jpg «Соколиная охота»];
- Картина художника Николая Сверчкова (1817—1898) [s58.radikal.ru/i160/0807/fe/7388fc7d8ee2.jpg «На охоте»], 1871;
- Картина художника Василия Верещагина [s43.radikal.ru/i102/0807/f9/f45f7282514a.jpg «Опиумоеды»], 1867;
- Картина художника Ивана Шишкина «[s55.radikal.ru/i148/0808/b4/e455cc25ab5b.jpg Лесная мельница]», 1897.

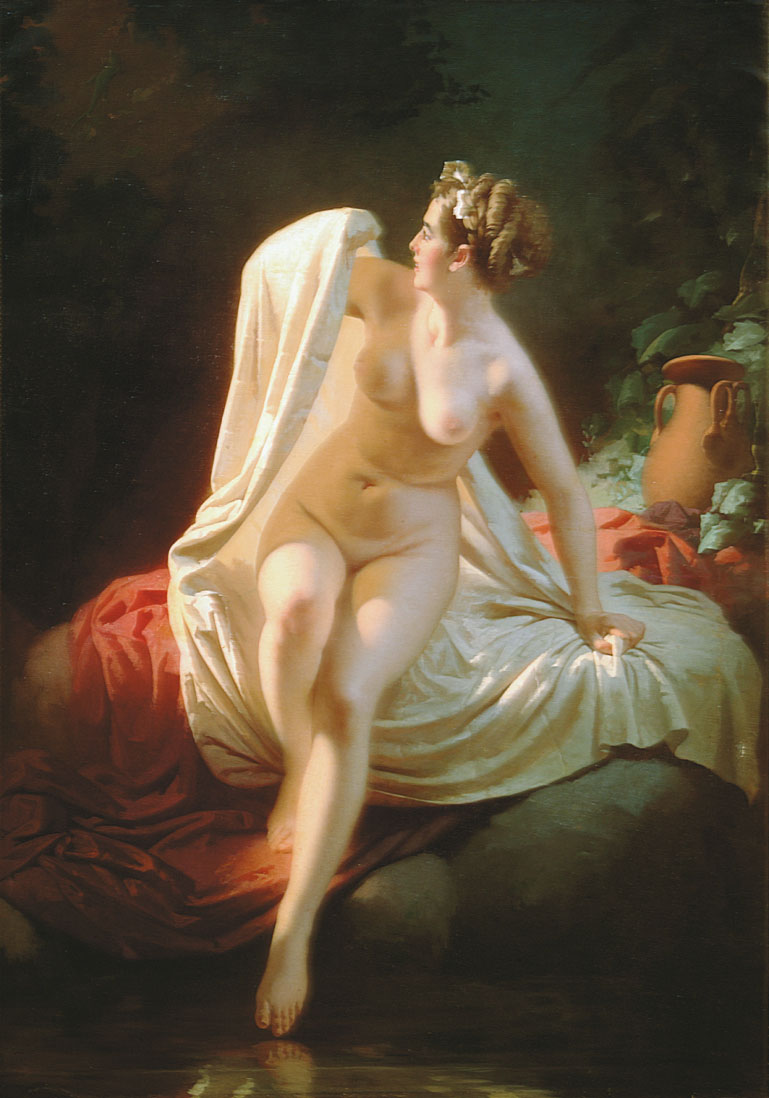
«Купальщица». Репродукция картины художника Беллоли
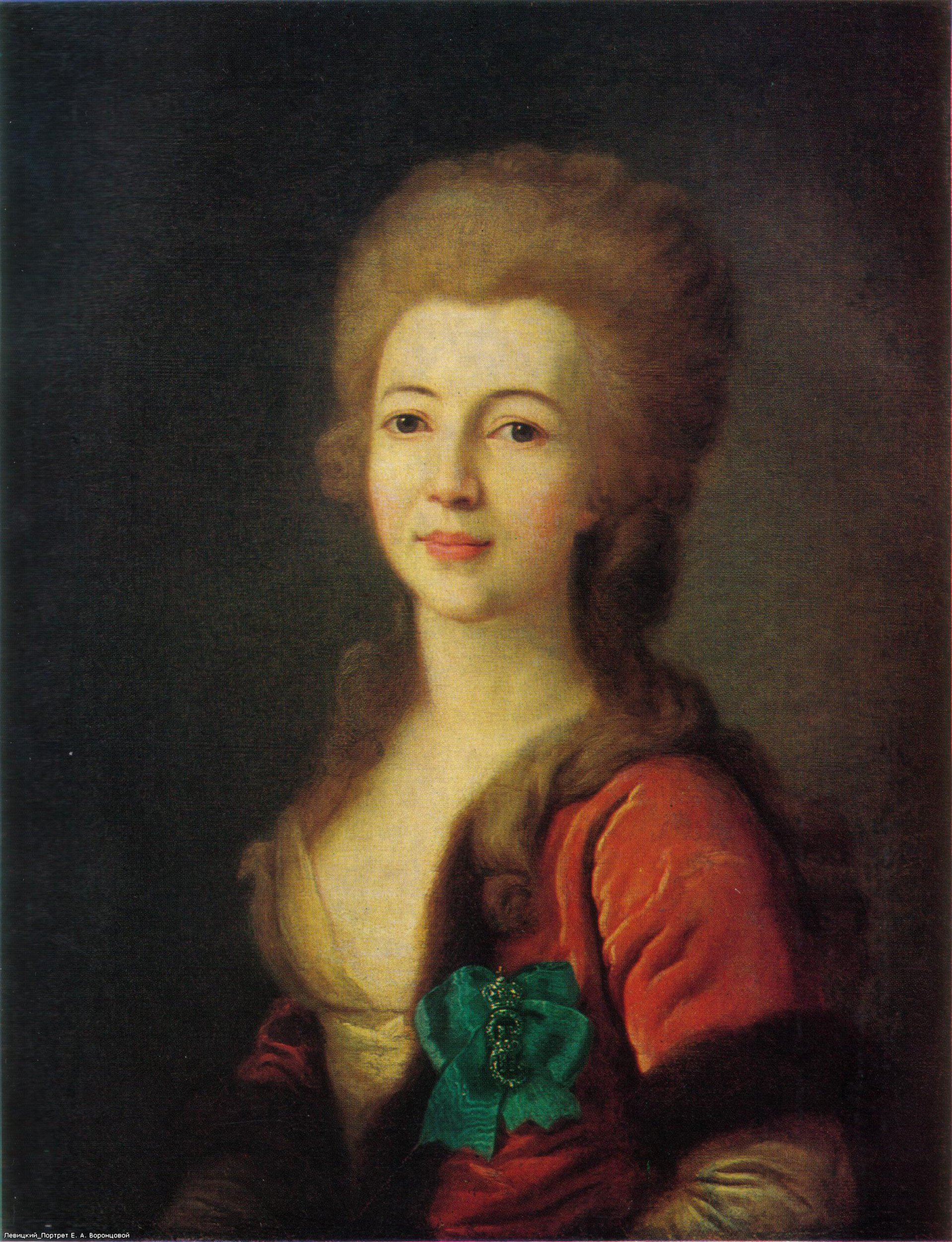
Картина художника Д. Г. Левицкого «Портрет Е. А. Воронцовой»
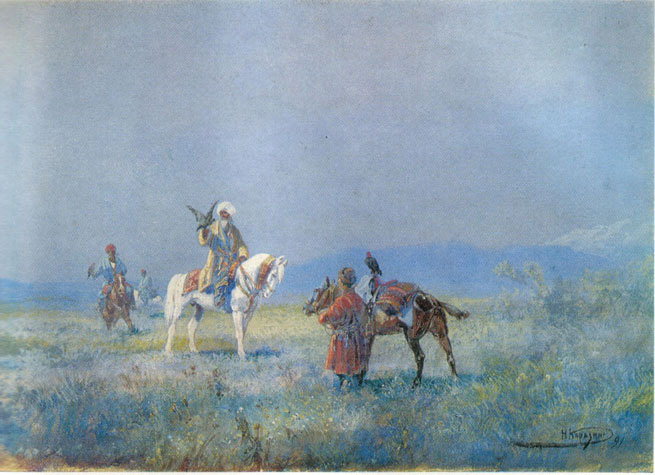
Картина художника Н. Н. Каразина «Соколиная охота»
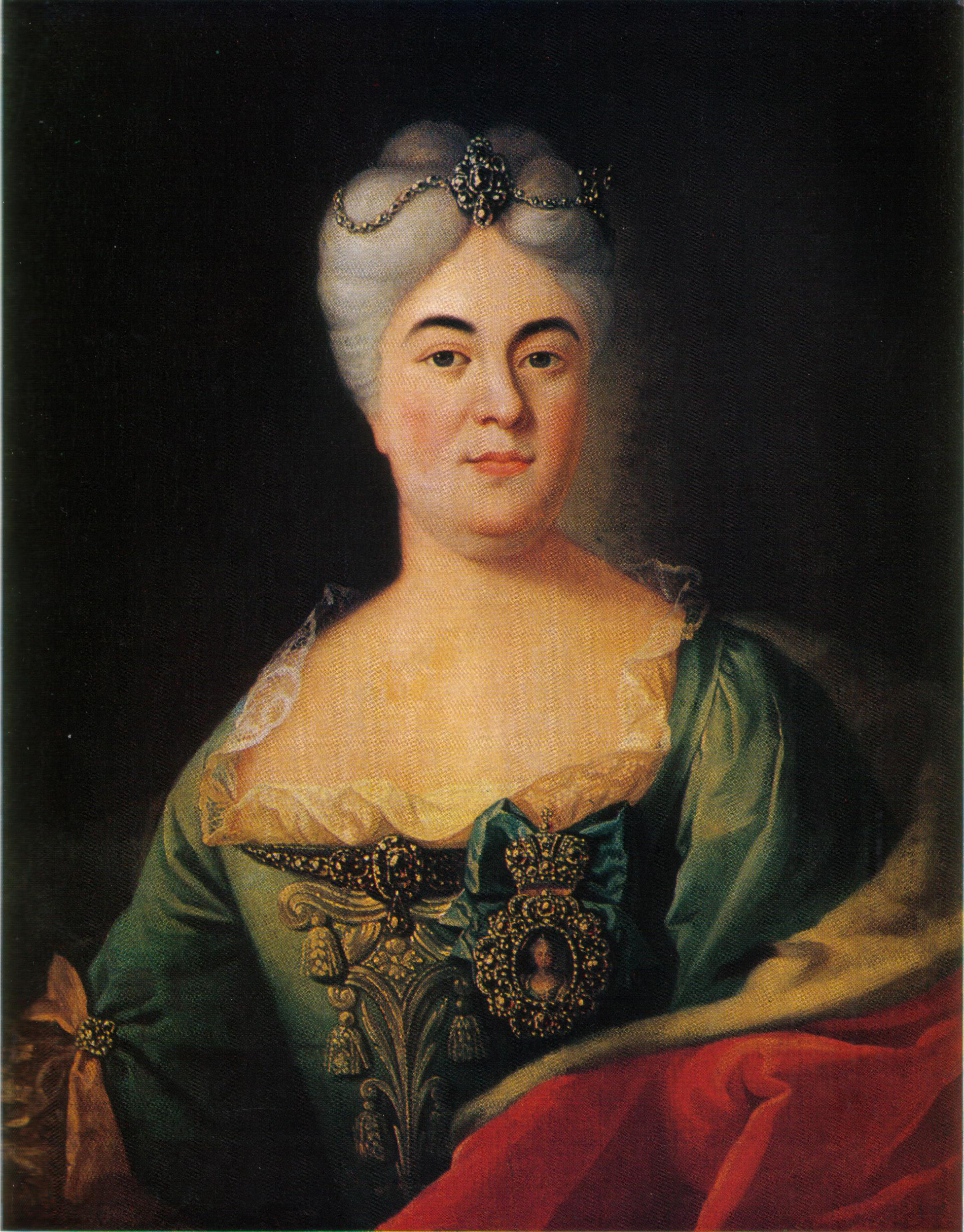
Картина неизвестного художника XVIII века «Портрет А. И. Чернышёвой»

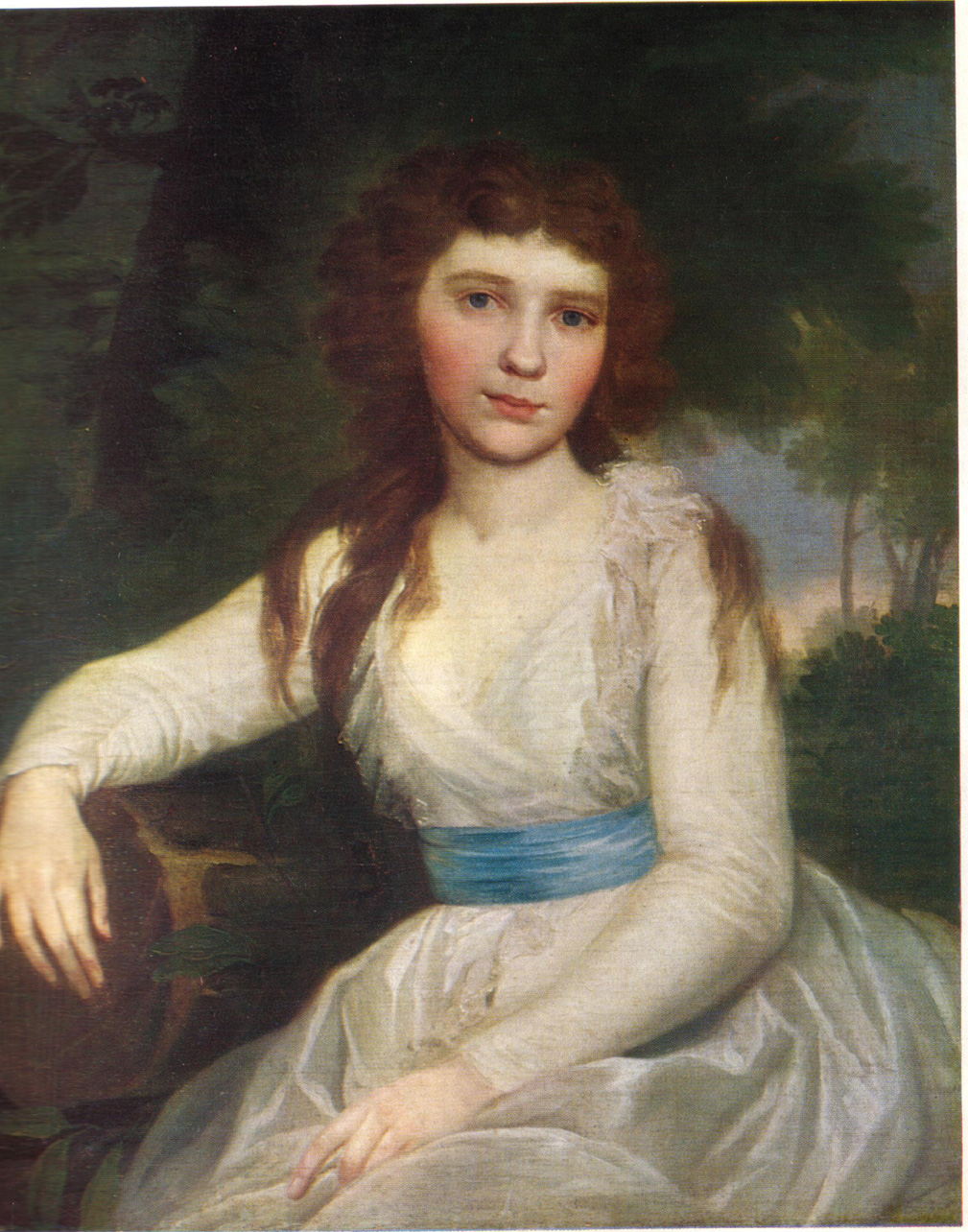
Картина художника В. Л. Боровиковского «Портрет Е. А. Волконской»
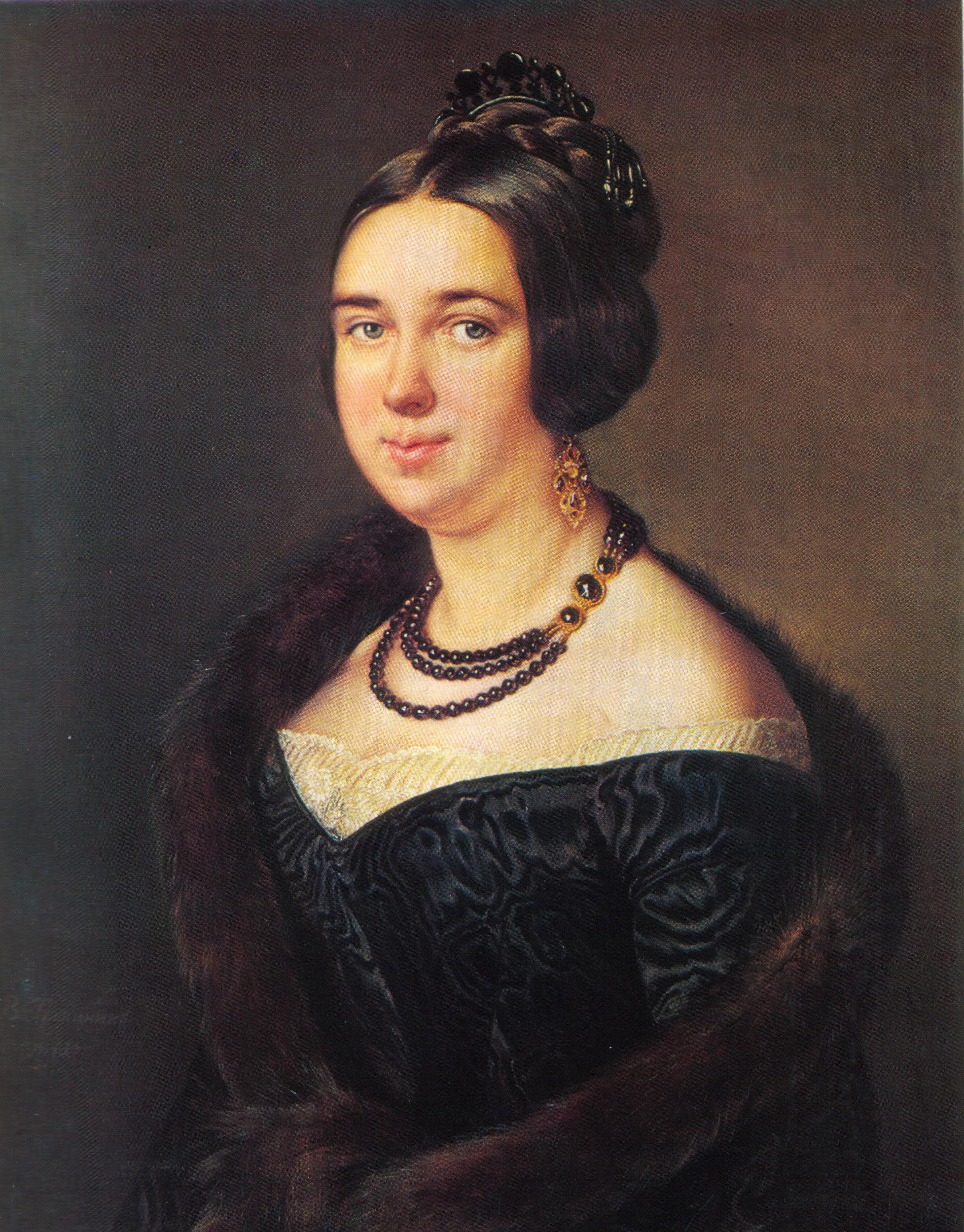
Картина В. А. Тропинина «Портрет  А. А. Оболенской», 1845 год
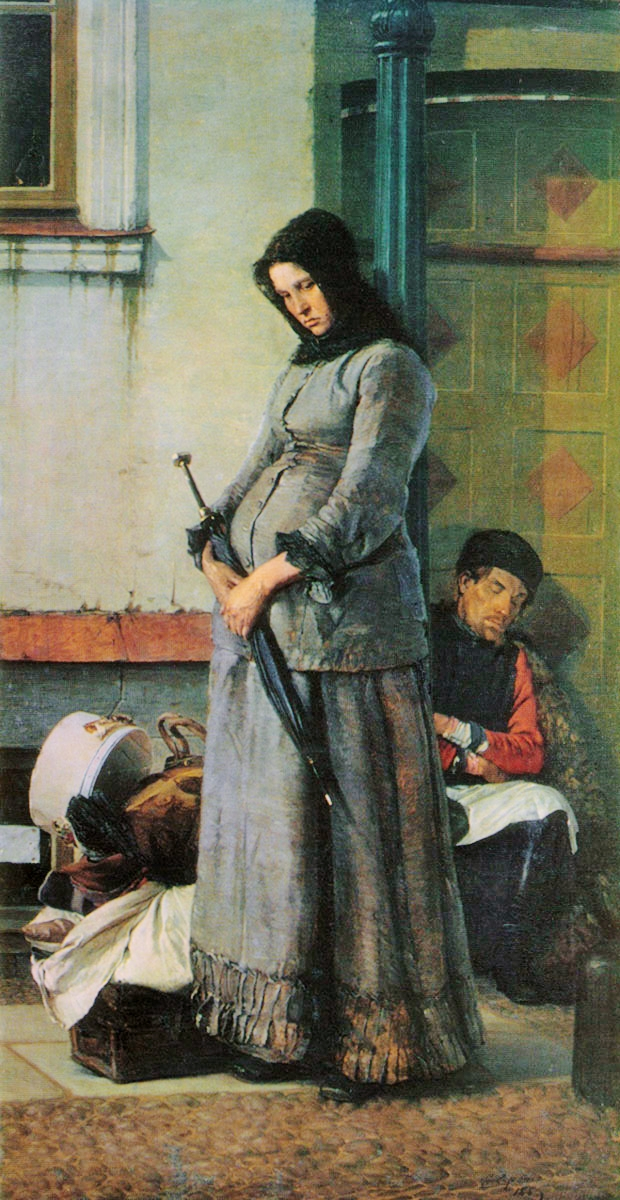
Картина Н. А. Ярошенко «Выгнали», 1883 год
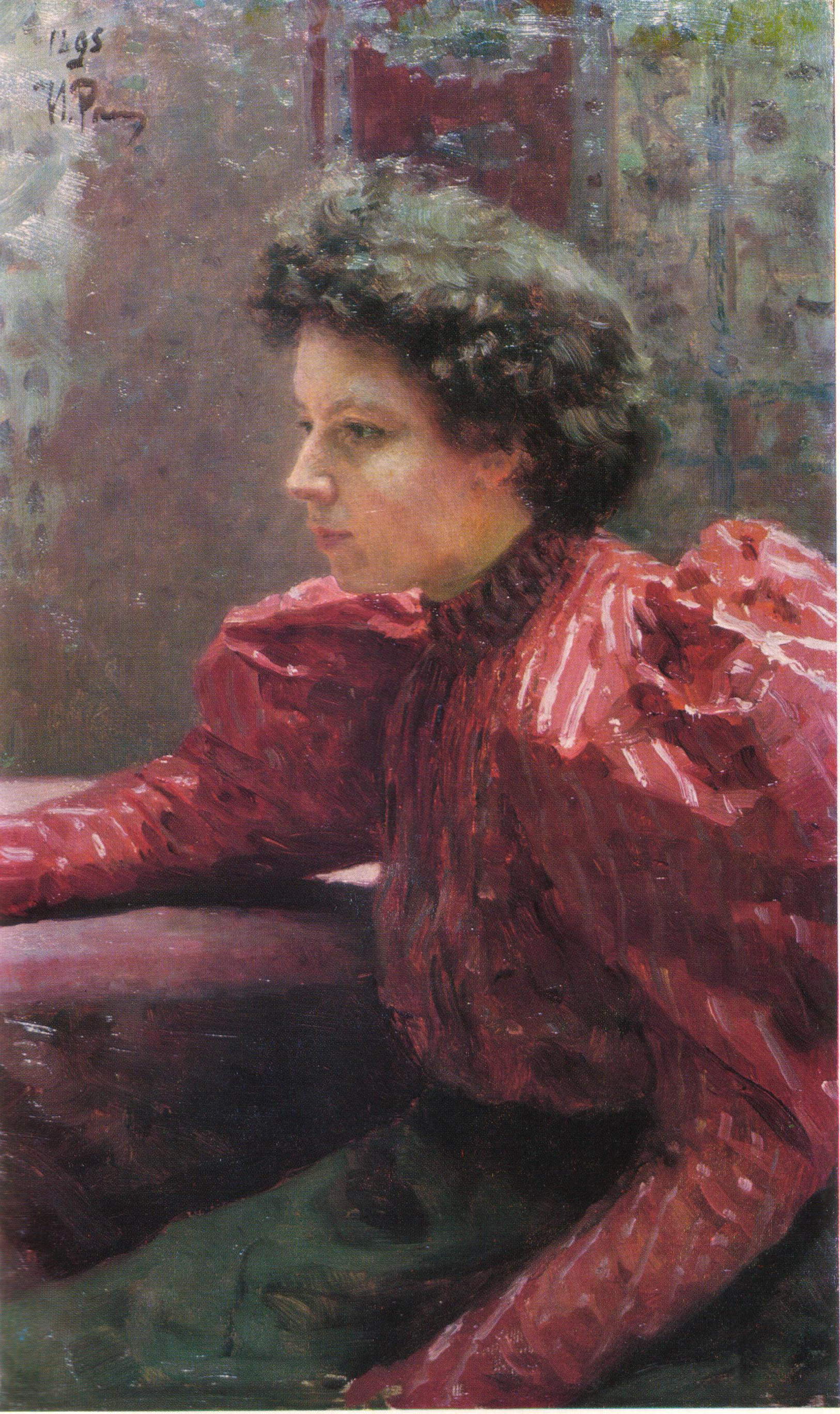
Художник И. Е. Репин «Портрет Н. И. Репиной», 1895 год.

### Западноевропейское искусство
Западноевропейское искусство в музее представлено изобразительным и прикладным искусством Италии, Испании, Франции, Германии, Нидерландов, Фландрии, Голландии и Англии. Произведения экспонированы в 9 залах.
Коллекция итальянской живописи XVI представлено работами таких художников как У. Доменикино, Д. Сальви, П. Векки. Итальянская живопись второй половины XVII и XVIII веков представлено картинами Б. Скедоне, А. Каналетто, М. Мариески, Д. Панини.
Французская живопись XVII столетия представлено полотнами художников Ф. Шампеня, П. Миньяра, Ф. Ван дер Мейлена. Французское искусство XVIII—XIX веков представлено полотнами Ш. Ван Лоо, Н. Ланкре, К. Латура, Ф. Жерара, Ш. Фрера, Л. Тессона, Э. Маскре и других.
Среди произведений немецких художников представлены пейзажи Л. Шенбергера и Р. Фольмара.
Коллекция живописи Нидерландов XV—XVI вв. представлено полотнами неизвестного художника школы И. Босха, работами Г. Хонтхорста, Ф. Поурбуса, Ф. Флориса. Фламандские художники XVI—XVII веков представлены картинами анонимных художников круга Я. Брейгеля и А. Браувера, полотнами Д. Тенирса, Я. Фейта и другими.
Голландский натюрморт представлено в произведении Ян Ван Хейсума. В голландской коллекции также Б. Ван дер Хелст и Ян Ван Лоотен. В галерее экспонируется работа анонимного живописца приписываемая Ян Стену.
Искусство Англии представлено работами Д. Доу и X. Робертсона.

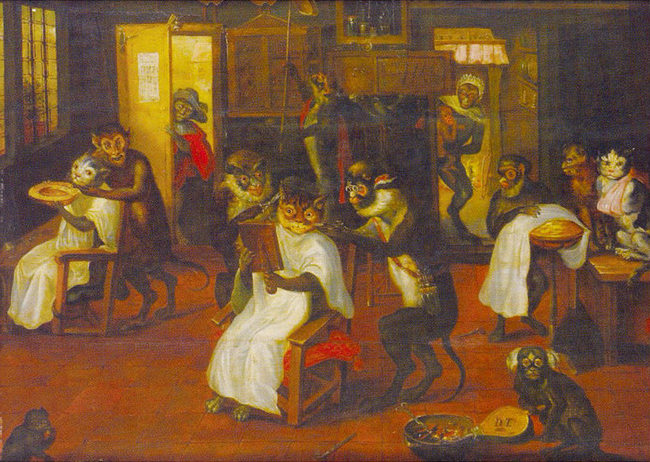
Давид Тенирс (Мл.). Обезьяны-цирюльники. 1659 г.
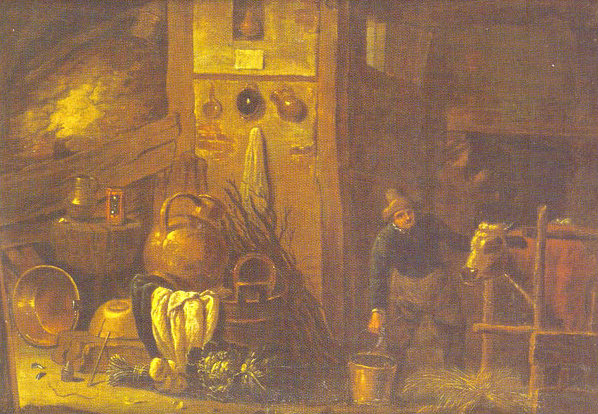
К. Сафтлевен. Крестьянская сцена. XVII в.
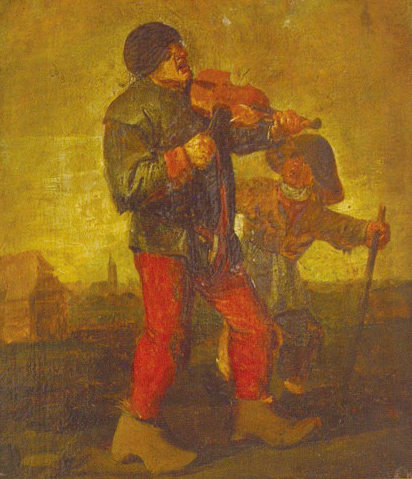
Неизвестный художник круга Браувера. Слепой музыкант
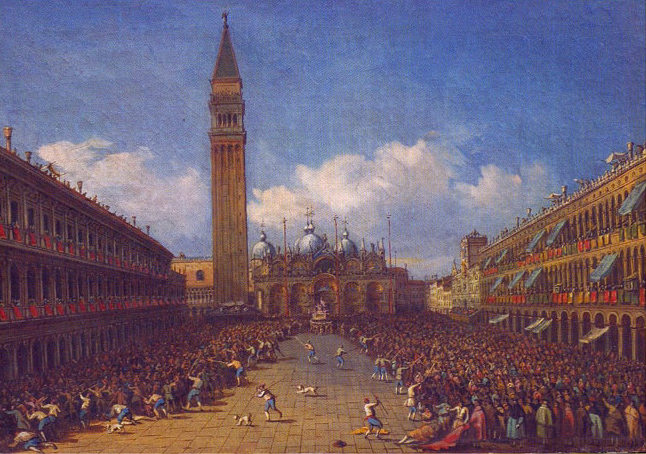
М. Мариески. Процессия на площади св. Марка в Венеции. XVIII в.

## Книга-альбом
В 2018 году Всемирное общество по изучению, сохранению и популяризации культурного наследия Узбекистана при участии председателя попечительского совета  Бахтиера Фазылова, председателя научного совета Эдварда Ртвеладзе, а также председателя правления Всемирного общества и руководителя проекта "Культурное наследие Узбекистана" Фирдавса Абдухаликова, директора Музея Василы Файзиевой и искусствоведов Камолы Акиловой, Шахло Абдуллаевой и Джангара Ильясова начали работу над книгой-альбомом из серии "Культурное наследие Узбекистана в собраниях мира", посвященной коллекции Государственного музея искусств республики и приуроченной к 100-летию Музея. В книгу вошли фотографии и описание таких экспонатов музея как археологические памятники, обнаруженные на территории Узбекистана. В их числе глиняные фигуры из Халчаяна I в. до н.э. – I в. н.э., скульптуры из Кувы и Варахша VII – VIII вв. н.э., глиняная посуда из Ахсикета, Ташкента и Афрасиаба IX-XII вв. н.э., а также изразцы медресе Бухары и Шахрисабза XVI-XVII вв. Представлены и предметы производства узбекских мастеров различных направлений, среди них резьба и роспись по ганчу и дереву, чеканка, ткачество, ювелирное искусство, золотое шитье, ковроткачество, художественная обработка кожи.
Также авторы уделили внимание современной живописи и скульптуре, образцы которых хранятся в музее, в том числе представлены работы художников Рихарда-Карла Зоммера, Льва Бурэ, Александра Волкова, Александра Николаева (Усто Мумин), Николая Карахана, Баходира Джалалова и других живописцев. Книга-альбом была представлена в декабре 2018 года в Ташкенте в рамках Международного медиа форума проекта «Культурное наследие Узбекистана в собраниях мира». Также Всемирным обществом по изучению, сохранению и популяризации культурного наследия Узбекистана был снят документальный фильм, посвященный коллекции Государственного музея искусств.